# TJP
TJP（1984年9月3日 - ）は、アメリカ合衆国のプロレスラー。
本名、セオドア・ジェームズ・パーキンス（Theodore James Perkins）、カリフォルニア州出身。新日本プロレスLA道場出身。
リングネームは本名の頭文字から取った。かつてはTJパーキンスというリングネームを用いていた。

## 来歴

### キャリア初期
地元カリフォルニア州ロサンゼルスで13歳の時にルチャリブレスクールで学び、1998年8月に14歳でプロデビュー。当初の名前はピノイ・ボーイ。年齢を考慮し、マスクで素顔を隠して参戦した。週末に遠征に出かけていたので、金曜日に学校を休むことが多かった。最初の2年間は地元カリフォルニア、ネバダ州、アリゾナ州、メキシコで活動していた。

### 新日本プロレス（2001–2011）
16歳になるとWWEと育成契約を結んでいたUPWに入る。同じクラスにジョン・シナやビクトリアがいた。UPWとWWEとの育成契約が終了すると協力関係にあったZERO1に所属、その後新日本プロレスLA道場でトレーニングを開始。リッキー・レジェス、ロッキー・ロメロ、ブライアン・ダニエルソン、プリンス・デヴィットらと研鑽をつむ。サモア・ジョーが練習相手だった。"ピノイ・ボーイ"TJパーキンスとして後楽園ホールに外国人レスラーとしては最年少18歳と3週間でデビュー。後年、この時代を最もグローイング・アップした場所と語っている。3度ツアーに参加し、タイガーマスクを模したピューマのマスクを被り、タイガー・マスクとチームも組んだ。この時のキャラクターが初代タイガーマスクから影響があったこともあり、自らをアメリカ版タイガーマスクにしたいという思いを抱いた。
2004年にヤングライオン杯出場。2011年にTJPとしてBEST OF THE SUPER Jr.に初出場した。

### CMLL（2003）
2003年にロッキー・ロメロらと共にCMLLに1年間参戦した。

### プロレスリング・ゲリラ（2003–2016）
"ピノイ・ボーイ"TJパーキンスとしてPWGに参戦。リングネームをピューマに変え、サモア・ジョーとPWG世界タッグ王座トーナメントに挑む敗退。その後シングル路線でリッキー・レジェス、ブラッド・ブラッドリーらと戦った。2005年7月にリングネームをTJパーキンスに改めデイビー・リチャーズやゾディアックと抗争した。その後、アレックス・シェリーとタッグも組んだ。2009年の頭にオースチン・エリーズ、Bボーイに負けたのを機に参戦を一時期止める。2011年9月に18ヶ月ぶりに参戦し、エディ・エドワーズに敗れた。2012年にBattle of Los Angeles、2012大会においてジョーイ・ライアンを破るもサミ・キャラハンに負ける。

### Ring of Honor（2003-2012）
2003年12月にROHに参戦。ホミサイドやジェイミー・ギブソンと抗争。2005年にはジミー・レイブとタッグを組み、リッキー・レジェスと戦っている。2007年には本名で参戦し、ナイジェル・マッギネスと戦うも敗戦。彼のROHでの初勝利はカイル・オライリーからであった。2011年3月にはクリス・ヒーローとエル・ジェネリコと対戦するも敗戦。6月に正式契約。ジェイ・ブリスコ、ジェイ・リーサル、マイケル・ベネットと対戦するも敗戦が続いた。マイケル・エルガンとFinal Battle 2011で対戦するも敗戦。2012年にリリース。

### Total Nonstop Action Wrestling（2004-2013）

#### 散発的な参戦
2004年に初参戦。TNA・エクスプロージョンにジョバーとして出ていた。いくつかのPPVに出場するもバトルロワイヤル形式でほとんど活躍出来なかった。2011年にダークマッチに出場。2012年にTNA・インパクトレスリングにてシャノン・ムーア、ジェネリコに敗退。2013年のインパクトレスリングのダークマッチにてマイケル・パリスと戦った。この年にOne Night Only: X-Travaganzaにてクリスチャン・ヨークと対戦。

#### マニック（2013–2016）
マスクマンのスーサイドとして（実際のスーサイドの代わり）インパクトレスリングに出場。その後同じくマスクマンのマニックとして以後出場。クリス・セイビンの返上したTNA Xディヴィジョン王座をグレッグ・マラシウロと争い獲得。Lockdown（2014）にてティグレ・ウノとケージマッチで対戦し敗れる。マスクを脱いだ後も2016年の頭まで所属した。

### インディー（2004–2016）
2010年にDRAGON GATE USA、エボルブに出場。エボルブでは澤宗紀と対戦し、敗れている。wXwではザック・セイバーJr.と対戦した。

### WWE（2016–2019）
2009年にFCWを目指すもうまくいかず、一時期ホームレスになったこともあった。2016年、WWEクルーザー級クラシックに参加を発表。
2016年9月14日　WWEクルーザー級クラシックトーナメントに優勝し、復活したWWE・クルーザー級王座のチャンピオンに認定される。
2017年4月にリングネームをTJPに変更。
2019年2月22日、WWEとの契約解除が発表される。

### Impact Wrestling（2019–2021 ）
2019年7月7日、インパクト・レスリングのPPV「Slammiversary XVII」に出場。

### 新日本プロレス（2019– ）
2019年8月にアメリカで開催された新日本プロレス主催の「SUPER J-CUP 2019」に出場。1回戦ではクラーク・コナーズを破るも、2回戦でエル・ファンタズモに敗れる。
2021年9月26日、米国リングでUNITED EMPIREに加入。その後CMLLに約18年ぶりに参戦。11月にはボラドール・ジュニアの持つNWA世界ヒストリックウェルター級王座に挑戦するも敗北。
2022年6月20日、後楽園ホール大会にてフランシスコ・アキラとのタッグで田口隆祐&マスター・ワト組からIWGPジュニアタッグ王座を奪取した。
2023年、新日本プロレス主催の「SUPER Jr. TAG LEAGUE」にフランシスコ・アキラとのタッグで出場。勝ち点12で優勝決定戦へ進出し、11月4日の大阪府立体育会館（エディオンアリーナ大阪）大会ではSHO&金丸義信組に勝利し優勝を飾った。

## 入場曲
- Where's Your Hero Now? - 現在の入場曲
- Playing With Power - WWE参戦以降の入場曲
- Devastate

## 人物
- エディ・ゲレロ、ショーン・マイケルズ、初代タイガーマスクを手本にしている。
- 総合格闘技、キャッチ・アズ・キャッチ・キャンのトレーニングを18歳の時に始めている。

## 得意技

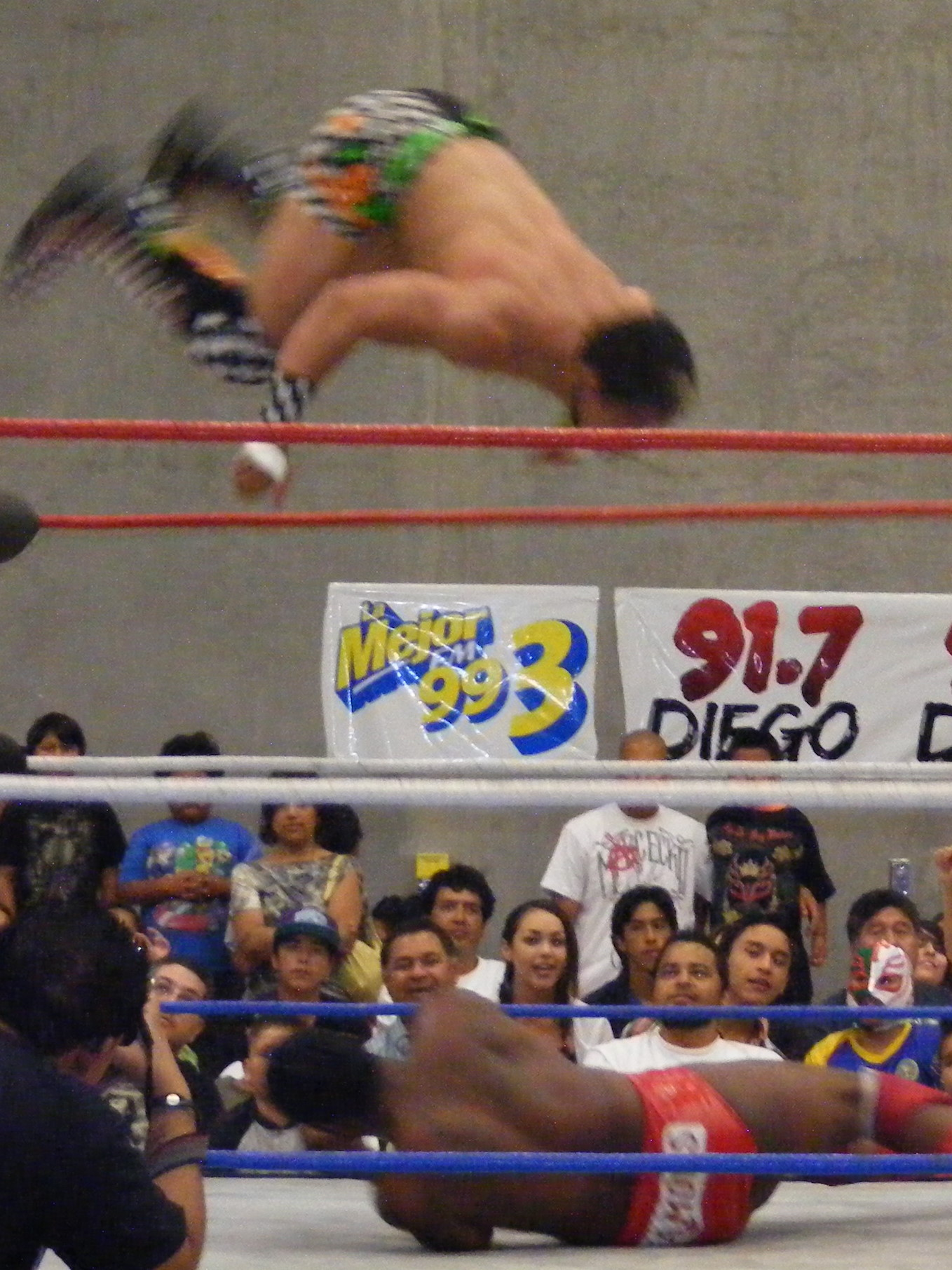
セントーンボム

### フィニッシュ・ホールド
マンバスプラッシュ
コーナーに登りダウンしてる相手にジャンプして空中で前後に開脚し腕を下げるポーズ（バスケットのトリック風）をとってからボディプレスで落下する変形フロッグスプラッシュ。
ピノイ・ストレッチ
うつ伏せ状態の相手の左足を両足で挟み込みながら相手の上におおいかぶさり、左腕を自らの左脇下に抱え込んで頭部を両手でクラッチして絞め上げる変型STF。STFに更にコブラツイストを合わせた複合技。TJPの関節フィニッシャーの１つ。

### 関節技
ニー・バー

### 打撃技
デトネーション・キック
フィニッシャー。
相手をファイヤーマンズキャリーの体勢で抱え上げ、目の前に落とすと同時に、オーバーヘッドキックで側頭部を蹴り上げる。

### 投げ技
チキンウィング・ダブルニー・ガットバスター
相手の背後に回りタイガー・スープレックスの体勢で固め、仰け反るように上に持ち上げて一旦静止してから腕のフックを外してうつ伏せに落下した状態から両膝を腹部に当てる、変形ガットバスター。
スイングDDT

### 飛び技
セントーンボム

### その他
ブラッドミスト

### 合体技
フランシスコ・アキラ
ザ・リーニング・タワー
TJPが相手を肩車のように抱え上げ、アキラがコーナートップから相手の首に飛びついて決める合体式フェイスバスター。
2/2
リング中央でハーフダウン状態の相手に対し、TJPとアキラが同時に反対方向のロープに走り、TJPが正面からニーアタック、アキラが背後からダブルニーアタックを決める。

## タイトル歴
新日本プロレス
- IWGPジュニアタッグ王座 : 3回（第70、72、74代）（パートナーはフランシスコ・アキラ）
- STRONG無差別級タッグ王座 : 1回（第12代）（パートナーはテンプラリオ）
- SUPER Jr. TAG LEAGUE 優勝 : 1回（2023年）（パートナーはフランシスコ・アキラ）

WWE
- WWE・クルーザー級王座 : 1回（初代）
- WWEクルーザー級クラシック 優勝 : 1回（2016年）

TNA
- TNA Xディヴィジョン王座 : 2回（第60、94代）

All Pro Wrestling
- APW Worldwide Internet Championship : 1回

Alternative Wrestling Show
- AWS Light Heavyweight Championship : 2回

Empire Wrestling Federation
- EWF Tag Team Championship : 1回 with Liger Rivera

Mach One Wrestling
- NWA Heritage Championship : 1回

United Independent Wrestling Alliance
- UIWA Lightweight Championship : 1回

UWA Hardcore Wrestling
- UWA Canadian Championship : 1回

World Series Wrestling
- WSW Australian Championship : 1回

Relentless Wrestling
- Relentless Heavyweight Championship : 1回